# Воллер, Уильям
Сэр Уильям Воллер (Уоллер) (англ. William Waller, около 1598 Дувр — 19 сентября 1668) — генерал парламентской армии, один из лидеров пресвитериан.
Во время диктатуры Кромвеля находился в оппозиции, став сторонником реставрации королевского дома Стюартов.

## Биография
Уильям Воллер, сын сэра Томаса Воллера, родился в графстве Кенте. В детстве и юности Уильям пережил несколько несчастных случаев и болезней, которые укрепили его веру. Он посещал колледж Магдалены, Оксфорд, а затем побывал во Франции и Италии, где получил свой первый военный опыт, — в 1617 году, — когда присоединился к компании Английских добровольцев, борющихся с венецианской армией. В 1622 году он женился на Джейн Рейнелл. Джейн умерла в мае 1633 года, после рождения сына (1631) и дочери (1633). Несколько лет спустя Уильям женился на Анне Финч.
В мае 1642 года Уильям Воллер был избран депутатом в английский парламент. В августе 1642 года, во время начавшейся первой гражданской войны, Воллер не колеблясь поддержал парламент. Одним из первых удачных действий сил парламента в этой войне был захват отрядом Воллера города Портсмут — в сентябре 1642. В последующие месяцы так же успешно Воллер захватил замки Винчестер, Чичестер, Фархам и Арундель, и стал героем Лондона, заслужив прозвище «Вильгельм Завоеватель». Весной 1643 года, когда он был назначен генерал-майором от Запада, Воллер одержал ещё несколько побед. В 1645 году парламент объявил, что армия должна быть реорганизована на национальном, а не региональном уровне и укомплектована профессиональными военными. Это привело к формированию в феврале 1645 Армии нового образца. Воллер был вынужден уйти в отставку, с тем чтобы сохранить своё место в Палате Общин.
После прихода к власти Кромвеля, Воллер перестал сочувствовать Республике и стал роялистом. Регулярно подозревался в участии в заговорах против государства. Он был арестован за соучастие в восстании в 1659 году и провёл десять недель в заключении. В 1660 году он участвовал в переговорах о возвращении Карла II и был избран депутатом в Вестминстере в комитет парламента, который заложил основы для реставрации королевской власти. После возвращения короля Воллер вышел на пенсию, и жил в своём имении, где и умер в 1668 году.